# Michał Jurecki
Michał Jurecki, né le 27 octobre 1984 à Kościan, est un handballeur international polonais, évoluant au poste d'arrière gauche au KS Kielce. À l'été 2019, il rejoindra le club allemand du SG Flensburg-Handewitt.
Son frère Bartosz est également membre de l'équipe nationale polonaise de handball, et a joué avec Michał au SPR Chrobry Głogów.

## Palmarès

### En club
Compétitions internationales
- Vainqueur de la Ligue des champions (6) : 2016

Compétitions nationales
- Vainqueur du championnat de Pologne (7) : 2012, 2013, 2014, 2015, 2016, 2017 et 2018
- vainqueur de la coupe de Pologne (8) : 2011, 2012, 2013, 2014, 2015, 2016, 2017 et 2018
- finaliste de la coupe d'Allemagne (1) : 2008

### Sélection nationale
| Compétition          | Edition | Matchs | Buts | Rang                      |
| -------------------- | ------- | ------ | ---- | ------------------------- |
| Jeux olympiques      | 2008    | 8      | 12   | 5e                        |
| Jeux olympiques      | 2016    | 8      | 12   | 4e                        |
| Championnat du monde | 2007    | 10     | 19   | Médaille d'argent, monde  |
| Championnat du monde | 2009    | 10     | 25   | Médaille de bronze, monde |
| Championnat du monde | 2011    | 2      | 6    | 8e                        |
| Championnat du monde | 2013    | 5      | 12   | 9e                        |
| Championnat du monde | 2015    | 9      | 36   | Médaille de bronze, monde |
| Championnat d'Europe | 2008    | 6      | 7    | 7e                        |
| Championnat d'Europe | 2010    | 8      | 28   | 4e                        |
| Championnat d'Europe | 2012    | 6      | 21   | 9e                        |
| Championnat d'Europe | 2014    | 7      | 16   | 6e                        |
| Championnat d'Europe | 2016    | 7      | 34   | 7e                        |

### Distinctions personnelles
- Membre du All-Star Game de Bundesliga : 2010
- élu meilleur arrière gauche du championnat d'Europe 2016

## Honneurs
Après leur titre de vice-champion du monde obtenu en 2007, Michał Jurecki et ses coéquipiers reçoivent la Croix d'or du Mérite (Krzyż Zasługi), le 5 février 2007, des mains de Lech Kaczyński, le président de la République de Pologne lors d'une cérémonie organisée au palais Koniecpolski.